# Остревиль
Остревиль (фр. Ostreville) — коммуна во Франции, входит в регион О-де-Франс, департамент Па-де-Кале, округ Аррас, кантон Сен-Поль-сюр-Тернуаз. 

## География
Расположена в 5 км по автодорогам к востоку-северо-востоку от города Сен-Поль-сюр-Тернуаз и в 32 км по автодорогам к северо-западу от Арраса.
Граничит с коммунами Брия, Монши-Бретон, Марке, Роэлькур, Сен-Мишель-сюр-Тернуаз и Сен-Поль-сюр-Тернуаз.
Состоит из основной части застройки и деревни Буарен.

## История
Впервые упоминается в XII веке в форме Ostroville.
С 1793 по 1801 годы коммуна входила в состав кантона Монши-ле-Бретон района Сен-Поль департамента Па-де-Кале.
Затем коммуна входила в состав кантона Сен-Поль (Сен-Поль-сюр-Тернуаз) округа Сен-Поль (с 1926 года — округа Аррас).

## Достопримечательности и инфраструктура

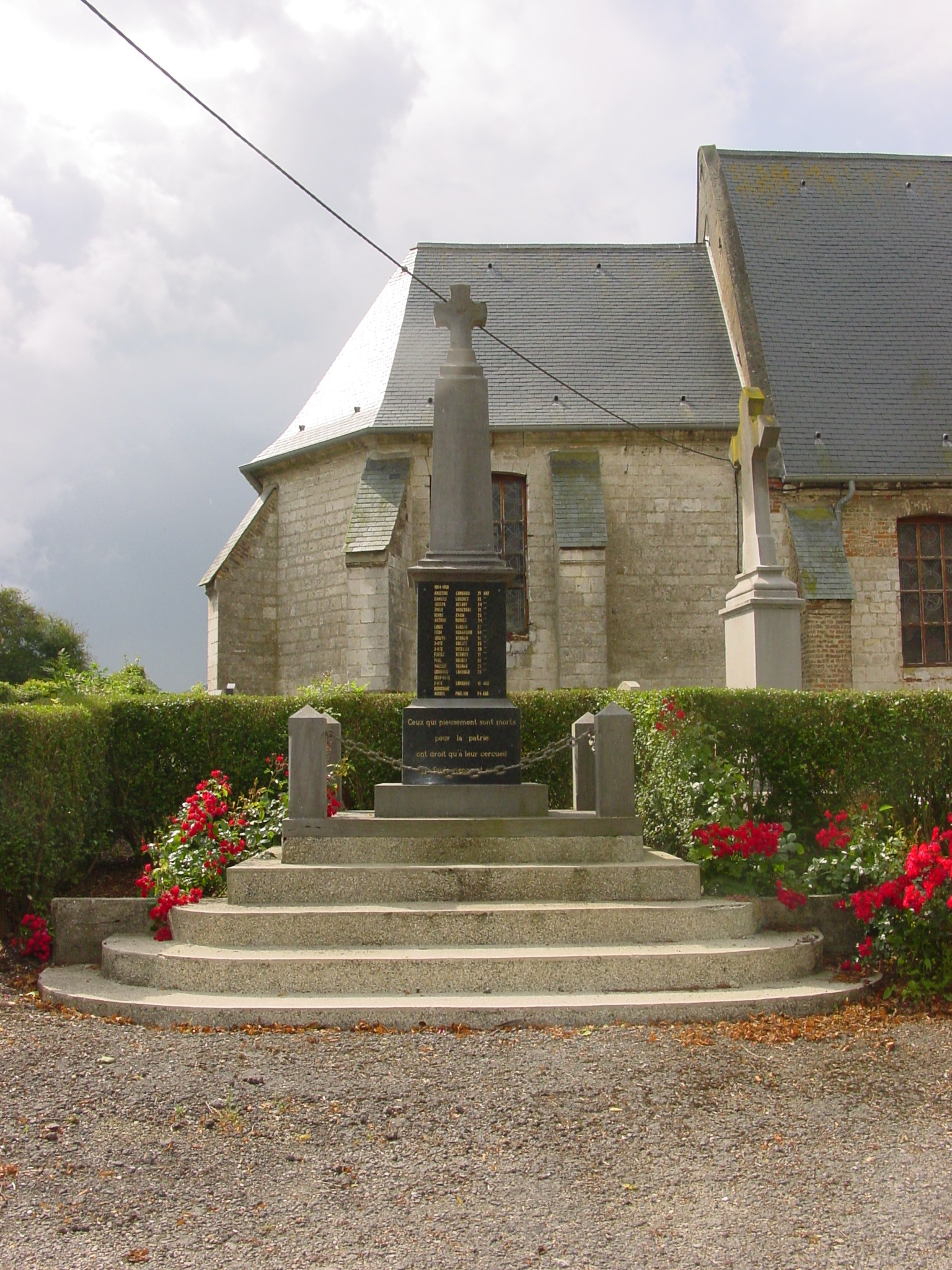
Памятник павшим

- Мэрия и детский сад (1 группа, 29 воспитанников)[4];
- Зал собраний (временно закрыт);
- Католическая церковь святого Петра XVII века с кладбищем вокруг неё;
- Памятник павшим.

## Экономика[5]
Средний располагаемый доход на домохозяйство в 2020 году составлял 22710 евро. Уровень безработицы в 2018 году — 3,9 % (в 2013 году — 11,0 %, в 2008 году — 6,0 %). Из 142 жителей в возрасте от 15 до 64 лет — 69,7 % работающих, 2,8 % безработных, 10,6 % учащихся, 8,5 % пенсионеров и предпенсионеров и 8,5 % других неактивных.
Из 101 работающего 21 работал в своей коммуне, 80 — в другой. 84,2 % работающих добирались на работу на автомобиле, а 7,9 %, наоборот, работали из дома.
Структура предприятий (всего 20) и рабочих мест (всего 24) в коммуне по состоянию на 31 декабря 2015 года:
- сельское хозяйство — 18,2 %
- промышленность — 13,6 %
- строительство — 36,4 %
- торговля, транспорт и сфера услуг — 6,8 %
  - в том числе торговля и ремонт автомобилей — 0,0 %
- государственные и муниципальные службы — 25,0 %

В этот период в сельском хозяйстве было одно микропредприятие с одним наёмным работником и 6 учреждений без наёмных работников. Также имелось два микропредприятия в сумме с 13 наёмными работниками и одно учреждение без наёмных работников в строительстве, а также одно микропредприятие с 3 наёмными работниками и два учреждения без наёмных работников в промышленности. В сфере услуг, торговли и транспорта имелось 3 учреждения (из них ни одного — в сфере торговли и ремонта автомобилей) без наёмных работников. В сфере государственных и муниципальных служб было два учреждения в сумме с 7 наёмными работниками и два учреждения без наёмных работников.
В 2018 году в коммуне работали 58 человек. По состоянию на конец 2021 года, кроме индивидуальных предпринимателей, имелось два микропредприятия в сумме с 4 наёмными работниками в сельском хозяйстве, два микропредприятия в сумме с 5 наёмными работниками в промышленности, три микропредприятия в сумме с 6 наёмными работниками и одно предприятие с 11 наёмными работниками в строительстве, а также одно предприятие с 6 наёмными работниками и два учреждения без наёмных работников в сфере государственных и муниципальных служб. Крупнейшим работодателем в коммуне является семейная фирма «Entreprise Ropital», занимающаяся строительством индивидуальных домов (10 работников в 2021 году).

## Политика
Пост мэра с 2020 года занимает Кристоф Монши (Christophe Monchy), до этого с 2008 года его занимал Антони Прюво (Anthony Pruvost). В муниципальный совет входит 11 депутатов, включая мэра. В 2020 году они были выбраны в два тура из 14 кандидатов (бывший мэр не прошёл в совет).

## Демография[5]
| Год  | Численность | Численность |
| ---- | ----------- | ----------- |
| 1793 | 256         | [ 11 ]      |
| 1800 | 284         | [ 11 ]      |
| 1806 | 260         | [ 11 ]      |
| 1821 | 300         | [ 11 ]      |
| 1831 | 310         | [ 11 ]      |
| 1836 | 267         | [ 11 ]      |
| 1841 | 296         | [ 11 ]      |
| 1846 | 284         | [ 11 ]      |
| 1851 | 306         | [ 11 ]      |
| 1856 | 329         | [ 11 ]      |
| 1861 | 333         | [ 11 ]      |
| 1866 | 333         | [ 11 ]      |
| 1872 | 327         | [ 11 ]      |
| 1876 | 360         | [ 11 ]      |
| 1881 | 302         | [ 11 ]      |
| 1886 | 300         | [ 11 ]      |
| 1891 | 302         | [ 11 ]      |
| 1896 | 317         | [ 11 ]      |
| 1901 | 317         | [ 11 ]      |
| 1906 | 315         | [ 11 ]      |
| 1911 | 333         | [ 11 ]      |
| 1921 | 291         | [ 11 ]      |
| 1926 | 289         | [ 11 ]      |
| 1931 | 283         | [ 11 ]      |
| 1936 | 284         | [ 11 ]      |
| 1946 | 326         | [ 11 ]      |
| 1954 | 282         | [ 11 ]      |
| 1962 | 271         | [ 11 ]      |
| 1968 | 244         | [ 11 ]      |
| 1975 | 241         | [ 11 ]      |
| 1982 | 249         | [ 11 ]      |
| 1990 | 265         | [ 11 ]      |
| 1999 | 276         | [ 11 ]      |
| 2006 | 267         | [ 12 ]      |
| 2007 | 266         | [ 13 ]      |
| 2008 | 265         | [ 14 ]      |
| 2009 | 263         | [ 15 ]      |
| 2010 | 259         | [ 16 ]      |
| 2011 | 258         | [ 17 ]      |
| 2012 | 257         | [ 18 ]      |
| 2013 | 256         |             |
| 2014 | 266         | [ 19 ]      |
| 2015 | 268         | [ 20 ]      |
| 2016 | 257         | [ 21 ]      |
| 2017 | 239         | [ 22 ]      |
| 2018 | 225         | [ 23 ]      |
| 2019 | 220         | [ 24 ]      |
| 2020 | 213         | [ 25 ]      |
| 2021 | 204         | [ 26 ]      |
| 2022 | 215         | [ 27 ]      |

В 2018 году в коммуне проживало 225 человек (115 мужчин и 110 женщин), 61,5 % из 192 человек в возрасте от 15 лет состояли в браке, а 18,2 % никогда не состояли в браке или сожительстве.
| Мужчин | Возраст | Женщин |
| ------ | ------- | ------ |
| 0      | 90+     | 3      |
| 9      | 75—89   | 6      |
| 24     | 60—74   | 24     |
| 29     | 45—59   | 26     |
| 21     | 30—44   | 21     |
| 12     | 15—29   | 17     |
| 20     | 0—14    | 13     |

С 2013 по 2018 год средняя ежегодная убыль населения составляла 2,5 % (естественный прирост — 0,6 %, миграционная убыль — 3,1 %). Средний уровень рождаемости составлял 12,3 ‰, а уровень смертности — 6,6 ‰.
В коммуне было 109 частных домов и 3 квартиры, из них 100 основных (первых) жилищ, 1 являлось вторым (запасным) жилищем и 11 пустовали. На каждое первое жилище приходилось в среднем 2,25 человека (однако 5 % жилищ вмещали людей больше, чем комнат). Из 100 первых жилищ 85 находились в собственности, 13 арендовались и ещё в 2 жители проживали бесплатно.
Из первых жилищ 28 были построены до 1919 года, также 28 — между 1971 и 1990 годами, 20 — между 1946 и 1970 годами, 14 — между 1991 и 2005 годами, 6 — между 1919 и 1945 годами, и лишь 4 — после 2005 года. Среднее количество комнат в первых жилищах — 4,8. 59 первых жилищ имели отопление, в том числе 21 — электрическое.
Из 100 домохозяйств 96 имели автомобили, в том числе 44 — один автомобиль, 52 — два или более автомобиля.
Количество учащихся составляло 43 человека. Детский сад находится в самой коммуне, а ближайшие начальные школы располагаются в соседних коммунах.
Из 172 закончивших обучение 21,5 % не имели образования или окончили начальную школу, 7,0 % окончили коллеж, 33,1 % имели среднее или среднее профессиональное образование, 19,8 % окончили лицей, 15,2 % имели неоконченное высшее образование и 3,5 % были бакалаврами.